# Clwyd (flod)
Clwyd är en flod i norra Wales. Den har sin källa i Clocaenogskogen några kilometer nordväst om Corwen. Den flyter söderut till Melin-y-Wig, där den vänder åt nordöst, och flyter längs med vägen A494 till Ruthin. Där lämnar den en relativt trång dal och flyter vidare genom en bred jordbruksdal och går ihop med Clywedog precis söder om Denbigh.
Efter detta flyter floden vidare norrut genom Clwyddalen till St. Asaph. Några kilometer norr om St. Asaph flyter Elwy in i den, och floden blir utsatt för tidvatten. Den flyter ut i Irländska sjön vid Rhyl.